# GP Vorarlberg 2024
De dertiende editie van de wielerwedstrijd GP Vorarlberg vond plaats op 1 mei 2024. De wedstrijd startte en finishte in Nenzing en was 163,1 kilometer lang. De wedstrijd maakte voor het eerst deel uit van de UCI Europe Tour, met de categorie 1.2. De Sloveen Jaka Primožič won de wedstrijd na een sprint met een kleine groep, voor Michael Boroš en Martin Messner.

## Uitslag
| Plaats  | Naam                | Ploeg                     | Tijd     |
| ------- | ------------------- | ------------------------- | -------- |
| Winnaar | Jaka Primožič       | Hrinkow Advarics          | 3u59'46" |
| 2       | Michael Boroš       | Elkov-Kasper              | z.t.     |
| 3       | Martin Messner      | WSA KTM Graz              | z.t.     |
| 4       | Kristian Sbaragli   | Corratec-Vini Fantini     | z.t.     |
| 5       | Marco Schrettl      | Tirol KTM                 | z.t.     |
| 6       | Lorenzo Quartucci   | Corratec-Vini Fantini     | z.t.     |
| 7       | Jannis Peter        | Vorarlberg                | z.t.     |
| 8       | Riccardo Zoidl      | Felt Felbermayr           | z.t.     |
| 9       | Hermann Pernsteiner | Felt Felbermayr           | z.t.     |
| 10      | Valentin Darbellay  | Corratec-Vini Fantini     | + 4"     |
| 11      | Jonas Rapp          | Hrinkow Advarics          | + 33"    |
| 12      | Dominik Röber       | P&S Metalltechnik Benotti | + 1'05"  |
| 13      | Daniel Federspiel   | Felt Felbermayr           | + 1'08"  |
| 14      | Antoine Debons      | Corratec-Vini Fantini     | z.t.     |
| 15      | Sebastian Putz      | Tirol KTM                 | z.t.     |
| 16      | Szymon Tracz        | Santic-Wibatech           | z.t.     |
| 17      | Lars Quaedvlieg     | Universe                  | + 1'11"  |
| 18      | Matteo Amella       | Corratec-Vini Fantini     | + 1'13"  |
| 19      | Philipp Hofbauer    | WSA KTM Graz              | + 2'06"  |
| 20      | Lukáš Kubiš         | Elkov-Kasper              | + 2'11"  |